# Interactive Fiction Database
Die Interactive Fiction Database (allgemein als IFDB abgekürzt) ist eine Internet-Datenbank für Computerspiele des Genres Interactive Fiction.

## Inhalt
Die IFDB sammelt Informationen über Interactive-Fiction-Spiele und stellt diese strukturiert dar. Berücksichtigt werden dabei primär Parser-basierte Textadventures sowie textbasierte Spiele nach Art eines Spielbuchs. Die Bandbreite der (Stand: 2024) ca. 8600 enthaltenen Spiele reicht dabei von Großrechner-Spielen aus den 1970er-Jahren über kommerzielle Spiele der Heimcomputer-Ära bis zu Spielen, die mit modernen Autorensystemen wie Inform, Ren’Py, TADS oder Twine erstellt wurden. Neben einer inhaltlichen Zusammenfassung und einigen statistischen Informationen gibt es zu jedem Spiel eine Kategorisierung, eine Sammlung von Rezensionen und Hilfestellungen zum Spiel sowie eine Auflistung thematisch ähnlicher Spiele. Eine Suchfunktion beinhaltet neben der Volltextsuche Filter auf Kategorien und andere Variablen sowie Tags, anhand derer der Datenbestand beispielsweise nach Spielen mit veröffentlichtem Quellcode durchsucht werden können, der Autoren als technische Hilfestellung dienen kann.
Die Inhalte werden von registrierten Nutzern beigetragen und von Moderatoren kontrolliert. Die Nutzer können Spiele auch bewerten und rezensieren. Die Bewertungen fließen dabei in die Auflistung thematisch ähnlicher Spiele ein: Man bekommt Spiele empfohlen, die den eigenen Präferenzen entsprechen. Das Moderatorenteam überwacht Neueinträge und Änderungen an den Daten. Ein Newsfeed informiert über neue Datenbankeinträge und Rezensionen.
Ein großer Teil der in der Datenbank gelisteten Spiele ist über die IFDB online spielbar. Die Datenbank bindet dafür Spiele, die im Repositorium Interactive Fiction Archive (IF Archive) gespeichert sind, über die Software Parchment ein. Über eine API können externe Websites Inhalte der IFDB in eigene Seiten einbinden. Die IFDB stellt den primären Zugang zur im IF Archive gespeicherten Kollektion von Spielen dar.

## Geschichte
Die IFDB wurde 2007 vom TADS-Entwickler Michael J. Roberts gestaltet, programmiert und bereitgestellt. Zuvor hatte es lediglich die Datenbank Baf’s Guide des Softwareingenieurs und späteren Telltale-Programmierers Carl Muckenhoupt gegeben, die aber lediglich die im IF Archive gespeicherten Spiele indexierte und um Reviews ergänzte. Die IFDB ermöglichte erstmals den kuratierten Zugang zu kommerzieller Software sowie allen anderen Spielen, die nicht im IF Archive hinterlegt waren.
Seit 2011 wird von den Nutzern des mit der Datenbank verbundenen Forums Interactive Fiction Community Forum eine „Interactive Fiction Top 50“ gewählt. Die Ergebnisse werden in der IFDB archiviert.
Im Februar 2019 übergab Roberts die Datenbank an die NPO Interactive Fiction Technology Foundation, die die Datenbank in zwei Schritten auf ihre heutige Domain überführte und einen Verhaltenskodex einführte, der Cyber-Mobbing und Doxing unterbinden soll.

## Bewertungssystem
Registrierte Benutzer können Spiele mit ein bis fünf Sternen bewerten und zusätzlich rezensieren. Der Durchschnittswert aller Bewertungen eines Spiels wird auf der Eintragsseite des Spiels angezeigt; jede einzelne Bewertung kann samt dem Namen des Bewertenden eingesehen werden. Auch Rezensionen können von Nutzern bewertet werden. Rezensionen auf bekannten Websites wie Rock Paper Shotgun oder GameTrailers werden gesondert verlinkt und auszugsweise zitiert.

## Rezeption
In einem Essay für das Medienjournal Dichtung-Digital stellten die Autoren Nick Montfort (Professor für digitale Medien am MIT) und Emily Short (Creative Director bei Failbetter Games) heraus, dass die IFDB schon durch ihren Newsfeed die Wahrnehmung neuer Autoren in der IF-Community geändert habe. Zuvor seien neu veröffentlichte Spiele entweder schnell wieder vom Radar verschwunden oder erst Monate später in Periodika besprochen worden, während der IFDB-Newsfeed neue Spiele binnen weniger Wochen dem Community-Betrieb aus Reviews und Bewertungen zugeführt habe. In einem Vortrag für die 2009 von der University of California ausgerichteten, jährlichen Veranstaltungsreihe Digital Arts and Culture Conference zitierte Montfort gemeinsam mit Co-Autor Alex Mitchell die IFDB ausführlich. Der Schriftsteller Aaron Reed erörterte in seinem Buch 50 Years of Text Games, dass das Aufkommen der IFDB ein Zeichen dafür sei, dass sich die IF-Community von einer Phase ungesteuerten Enthusiasmus hin zu auf Langfristigkeit ausgelegter Infrastruktur und dazugehörigen Netzwerken entwickelt habe, die über die kommenden Jahrzehnte hinweg ihre Wirkung entfalten könnten. In seinem Inform-Lehrbuch Creating Interactive Fiction with Inform 7 bezeichnet er die IFDB als „großartige Quelle (...) für Spiele jedes nur denkbaren Genres“. Die BlogHer-Redakteurin Melissa Ford bezeichnet die IFDB als „Universalwarenhaus für Interactive-Fiction-Spiele“, das den Zugang zu Spieleklassikern und neuen Spielen ermögliche, und „Tummelplatz für IF-Enthusiasten“, der Spieleautoren ein größeres Publikum erschließe.
Anastasia Salter, Dozentin für Digitale Medien an der University of Central Florida, nutzte die IFDB 2016 als Basis für eine Studie über emotionale Entwicklung durch Computerspiele. Daniel Allington, Titularprofessor für Social and Cultural Artificial Intelligence am King’s College London, nutzte sie ebenfalls 2016 als Basis für eine Studie über kulturelle Wertschätzung innerhalb der IF-Community. Chris Martens, Adjunktin und Leiterin des POEM Lab an der North Carolina State University, zitierte die IFDB 2019 in einer Studie über das Autorensystem Villanelle.
Das US-amerikanische Nachrichtenmagazin East Idaho News empfiehlt die IFDB wegen der dort gelisteten „Tausenden von Spielen aller Genres“.